# DEL 2000/01
Die DEL-Saison 2000/01 war die siebente Spielzeit der Deutschen Eishockey Liga. Die reguläre Saison begann am 8. September 2000 und endete am 18. März 2001, die Play-off-Runde wurde ab 23. März 2001 ausgespielt. Deutscher Meister wurden die Adler Mannheim.

## Voraussetzungen

### Teilnehmer
Der sportliche Absteiger Moskitos Essen verblieb in der Liga, da ein Abstieg der Kapitalgesellschaft in die 2. Bundesliga aus rechtlichen Gründen nicht möglich war. Dies entschied das Schiedsgericht des Deutschen Eishockey-Bundes nach einer Klage der Moskitos. Die Starbulls Rosenheim verkauften ihre Kapitalgesellschaft vor der Saison an den Zweitligisten Iserlohn Roosters. Neu in der Liga war außerdem der Meister der 2. Bundesliga, die Düsseldorfer EG.
| Klub                        | Standort               | Vorjahr | Play-offs↑ Abstiegsrunde↓ |
| --------------------------- | ---------------------- | ------- | ------------------------- |
| Augsburger Panther          | Augsburg               | 8.      | Viertelfinale↑            |
| Berlin Capitals             | Berlin                 | 6.      | Halbfinale↑               |
| Eisbären Berlin             | Berlin                 | 13.     | 5.↓                       |
| Düsseldorfer EG             | Düsseldorf             | –       | –                         |
| Moskitos Essen              | Essen                  | 15.     | 7.↓                       |
| Frankfurt Lions             | Frankfurt              | 7.      | Viertelfinale↑            |
| Iserlohn Roosters1          | Iserlohn               | 12.     | 4.↓                       |
| Kassel Huskies              | Kassel                 | 4.      | Halbfinale↑               |
| Kölner Haie                 | Köln                   | 1.      | Vizemeister↑              |
| Krefeld Pinguine            | Krefeld                | 3.      | Viertelfinale↑            |
| Adler Mannheim              | Mannheim               | 5.      | Viertelfinale↑            |
| München Barons              | München                | 2.      | Deutscher Meister↑        |
| Nürnberg Ice Tigers         | Nürnberg               | 10.     | 2.↓                       |
| Revierlöwen Oberhausen      | Oberhausen             | 14.     | 6.↓                       |
| Schwenninger ERC Wild Wings | Villingen-Schwenningen | 11.     | 3.↓                       |
| Hannover Scorpions          | Wedemark               | 9.      | 1.↓                       |

1 als Starbulls Rosenheim

### Modus und Regelwerk
Größte Veränderung gegenüber dem Vorjahr war die Abschaffung des Abstiegs, sodass die Liga im geschlossenen Spielbetrieb ausgetragen wurde. Die besten acht Teams der Vorrunde qualifizierten sich direkt für die Play-offs, während für die restlichen Mannschaften die Saison vorzeitig beendet war.

## Vorrunde

### Abschlusstabelle
|     | Club                        | Sp | S  | SOS | SON | N  | Tore    | Punkte |
| --- | --------------------------- | -- | -- | --- | --- | -- | ------- | ------ |
| 1.  | Adler Mannheim              | 60 | 31 | 9   | 4   | 16 | 205:144 | 115    |
| 2.  | Kölner Haie                 | 60 | 29 | 6   | 12  | 13 | 186:154 | 111    |
| 3.  | München Barons (M)          | 60 | 29 | 5   | 7   | 19 | 175:150 | 104    |
| 4.  | Nürnberg Ice Tigers         | 60 | 27 | 7   | 8   | 18 | 191:171 | 103    |
| 5.  | Kassel Huskies              | 60 | 28 | 6   | 7   | 19 | 176:156 | 103    |
| 6.  | Revierlöwen Oberhausen      | 60 | 25 | 12  | 3   | 20 | 187:151 | 102    |
| 7.  | Hannover Scorpions          | 60 | 29 | 3   | 6   | 22 | 203:182 | 99     |
| 8.  | Berlin Capitals             | 60 | 25 | 7   | 9   | 19 | 191:173 | 98     |
| 9.  | Krefeld Pinguine            | 60 | 23 | 4   | 11  | 22 | 182:177 | 88     |
| 10. | Frankfurt Lions             | 60 | 23 | 5   | 8   | 24 | 189:189 | 87     |
| 11. | Düsseldorfer EG (N)         | 60 | 17 | 10  | 5   | 28 | 133:164 | 76     |
| 12. | Schwenninger ERC Wild Wings | 60 | 20 | 4   | 8   | 28 | 174:207 | 76     |
| 13. | Eisbären Berlin             | 60 | 19 | 6   | 4   | 31 | 192:221 | 73     |
| 14. | Augsburger Panther          | 60 | 18 | 8   | 3   | 31 | 187:242 | 73     |
| 15. | Iserlohn Roosters (N)       | 60 | 16 | 7   | 6   | 31 | 152:189 | 68     |
| 16. | Moskitos Essen              | 60 | 15 | 7   | 5   | 33 | 173:226 | 64     |

Abkürzungen: Sp = Spiele, S = Siege, SOS = Siege nach Penaltyschießen, SON = Niederlagen nach Penaltyschießen, N = Niederlagen, (M) = Titelverteidiger, (N) = Neuling

Erläuterungen:       = direkte Qualifikation für die Play-offs,       = Saison beendet

### Ranglisten
| Kategorie         | Name               | Team                   | Anzahl                |
| Topscorer         | Sergej Wostrikow   | Augsburger Panther     | 78 Scorerpunkte       |
| Top-Torschütze    | Corey Millen       | Kölner Haie            | 34 Tore               |
| Top-Vorlagengeber | Sergej Wostrikow   | Augsburger Panther     | 46 Assists            |
| Top-Torhüter      | Sinuhe Wallinheimo | Revierlöwen Oberhausen | Fangquote von 91,81 % |
| Top-Verteidiger   | Shawn Anderson     | Iserlohn Roosters      | 45 Scorerpunkte       |

## Play-offs

### Play-off-Baum
| Viertelfinale | Viertelfinale          | Viertelfinale      |    |                     | Halbfinale | Halbfinale | Halbfinale |  |  | Finale | Finale | Finale |
|               |                        |                    |    |                     |            |            |            |  |  |        |        |        |
| 1.            | Adler Mannheim         | 3                  |    |                     |            |            |            |  |  |        |        |        |
| 8.            | Berlin Capitals        | 2                  |    |                     |            |            |            |  |  |        |        |        |
| 8.            | Berlin Capitals        | 2                  | 1. | Adler Mannheim      | 3          |            |            |  |  |        |        |        |
|               |                        |                    | 1. | Adler Mannheim      | 3          |            |            |  |  |        |        |        |
|               | 7.                     | Hannover Scorpions | 0  |                     |            |            |            |  |  |        |        |        |
| 2.            | 7.                     | Hannover Scorpions | 0  | Kölner Haie         | 0          |            |            |  |  |        |        |        |
| 2.            |                        |                    |    | Kölner Haie         | 0          |            |            |  |  |        |        |        |
| 7.            | Hannover Scorpions     | 3                  |    |                     |            |            |            |  |  |        |        |        |
| 7.            | Hannover Scorpions     | 3                  | 1. | Adler Mannheim      | 3          |            |            |  |  |        |        |        |
|               |                        |                    |    | Adler Mannheim      | 3          |            |            |  |  |        |        |        |
|               | 3.                     | München Barons     | 1  |                     |            |            |            |  |  |        |        |        |
| 3.            | 3.                     | München Barons     | 1  | München Barons      | 3          |            |            |  |  |        |        |        |
| 3.            |                        |                    |    | München Barons      | 3          |            |            |  |  |        |        |        |
| 6.            | Revierlöwen Oberhausen | 0                  |    |                     |            |            |            |  |  |        |        |        |
| 6.            | Revierlöwen Oberhausen | 0                  | 3. | München Barons      | 3          |            |            |  |  |        |        |        |
|               |                        |                    | 3. | München Barons      | 3          |            |            |  |  |        |        |        |
|               | 5.                     | Kassel Huskies     | 1  |                     |            |            |            |  |  |        |        |        |
| 4.            | 5.                     | Kassel Huskies     | 1  | Nürnberg Ice Tigers | 1          |            |            |  |  |        |        |        |
| 4.            |                        |                    |    | Nürnberg Ice Tigers | 1          |            |            |  |  |        |        |        |
| 5.            | Kassel Huskies         | 3                  |    |                     |            |            |            |  |  |        |        |        |

Alle Play-off-Runden wurden im Modus „Best-of-Five“ ausgespielt.

### Viertelfinale
Das Viertelfinale wurde ab dem 23. März 2001 ausgespielt. Das bestplatzierte Team der Hauptrunde, die Adler Mannheim, trafen auf die achtplatzierten Berlin Capitals, die zweitplatzierten Kölner Haie auf den Siebten Hannover Scorpions, der Dritte, Titelverteidiger München Barons, auf die sechstplatzierten Revierlöwen Oberhausen sowie die viertplatzierten Nürnberg Ice Tigers auf die Kassel Huskies, die die Hauptrunde als Fünfter beendet hatten.
|                     |   |                        | Serie | 1   | 2   | 3   | 4   | 5   |
| ------------------- | - | ---------------------- | ----- | --- | --- | --- | --- | --- |
| Adler Mannheim      | – | Berlin Capitals        | 3:2   | 5:1 | 3:4 | 4:3 | 2:3 | 3:0 |
| Kölner Haie         | – | Hannover Scorpions     | 0:3   | 1:3 | 1:5 | 3:4 | –   | –   |
| München Barons      | – | Revierlöwen Oberhausen | 3:0   | 4:2 | 3:2 | 4:2 | –   | –   |
| Nürnberg Ice Tigers | – | Kassel Huskies         | 1:3   | 3:2 | 1:2 | 3:4 | 3:4 | –   |

### Halbfinale
Die Halbfinalbegegnungen wurden ab dem 3. April ausgetragen. Die bestplatzierte noch verbliebene Mannschaft der Vorrunde traf auf die schlechtplatzierteste, während der Zweitbestplatzierte der Vorrunde auf den Drittbestplatzierten traf.
|                |   |                    | Serie | 1   | 2   | 3   | 4   | 5 |
| -------------- | - | ------------------ | ----- | --- | --- | --- | --- | - |
| Adler Mannheim | – | Hannover Scorpions | 3:0   | 7:2 | 7:5 | 6:1 | –   | – |
| München Barons | – | Kassel Huskies     | 3:1   | 3:2 | 2:3 | 3:1 | 6:5 | – |

### Finale
Die Finalserie wurde ab dem 14. April ausgespielt. Die Adler Mannheim hatten aufgrund ihrer besseren Platzierung in der Hauptrunde das erste Heimrecht.
|                |   |                | Serie | 1   | 2   | 3   | 4   | 5 |
| -------------- | - | -------------- | ----- | --- | --- | --- | --- | - |
| Adler Mannheim | – | München Barons | 3:1   | 4:1 | 1:4 | 2:1 | 2:1 | – |

Damit wurden die Adler Mannheim zum fünften Mal in ihrer Vereinsgeschichte Deutscher Meister.

## Kader des Deutschen Meisters
| Deutscher Meister Adler Mannheim | Torhüter: Mike Rosati, Robert Müller Verteidiger: Bradley Bergen, Andy Roach, Christian Lukes, François Groleau, Stéphane Richer, Yves Racine, Dennis Seidenberg, Michael Bakos Angreifer: Gordon Hynes, Mark Etz, Dave Tomlinson, Steve Junker, Wayne Hynes, Devin Edgerton, Ron Pasco, Mark Pederson, Georg Hessel, Todd Hlushko, Mike Stevens, Jan Alston, Jean-François Jomphe, Daniel Hilpert, Chris Straube, Jackson Penney Cheftrainer: Bill Stewart |